# HR Ortenau
HR Ortenau (Handballregion Ortenau, HRO) war in der Saison 2008/2009 eine Mannschaft der Südstaffel der 2. Handball-Bundesliga. Die Mannschaft wurde von Goran Suton trainiert. Die kurzlebige Spielgemeinschaft von fünf Vereinen des Ortenaukreises wurde nach Insolvenz am Ende der Saison wieder aufgelöst.
Der Verein war ein Zusammenschluss der Handballabteilungen des TV 08 Willstätt, des TuS Schutterwald, des HGW Hofweier, des HC Hedos Elgersweier und des TuS Altenheim. Sitz der HRO war Offenburg, wirtschaftlicher Träger der Mannschaft war die HRO Handballspielbetriebs GmbH, deren Haupt-Gesellschafter die fünf Gründungsvereine waren.
Die erste Herrenmannschaft dieses Projekts hatte die bestehende Zweitligalizenz des TV Willstätt übernommen, der die Vorsaison in der Südstaffel auf dem dritten Tabellenplatz beendet hatte. Man versprach sich von dem Zusammenschluss, an die Erfolge früherer Jahre anknüpfen zu können – Schutterwald, Hofweier und Willstätt hatten Erstligaerfahrung – und langfristig Erstligahandball in der Region wieder etablieren zu können, aber weder die sportlichen noch die wirtschaftlichen Ziele konnten erreicht werden.
Die Mannschaft erreichte den 10. Platz der 2. Bundesliga Süd, wirtschaftlich konnten die notwendigen Bedingungen zum Unterhalt einer Zweitligamannschaft nicht geschaffen werden: Am 1. Mai 2009 wurde das Insolvenzverfahren eröffnet, weil große Finanzierungslücken für die laufende und die kommende Saison nicht geschlossen werden konnten. Die Spielgemeinschaft wurde aufgelöst.